# Śląski Dekanat Wojskowy

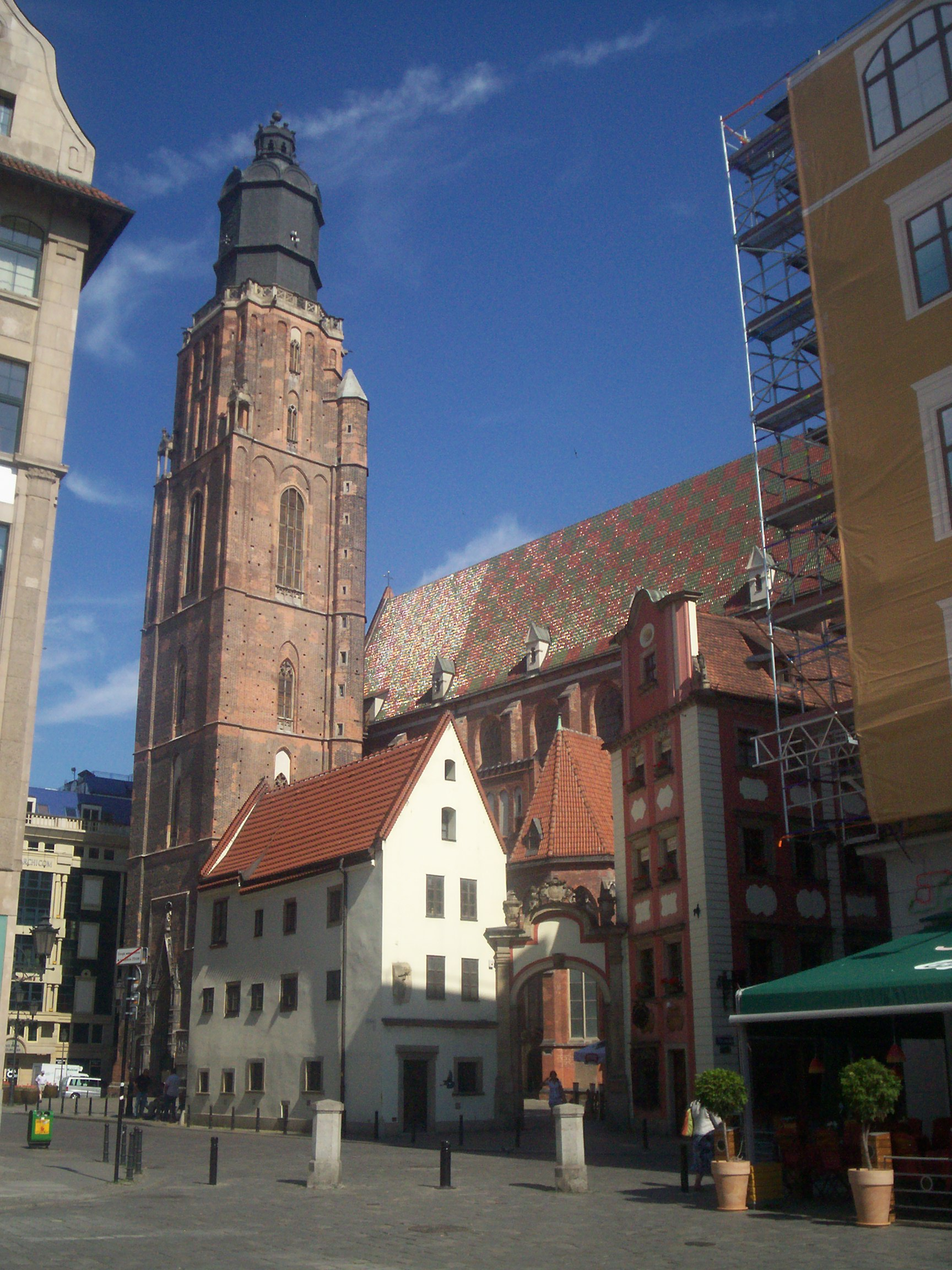
Bazylika św. Elżbiety we Wrocławiu

Śląski Dekanat Wojskowy – dawny dekanat w rzymskokatolickim Ordynariacie Polowym Wojska Polskiego, położony w południowej części Polski. Obejmował swoim zasięgiem województwa: lubuskie, dolnośląskie, opolskie i część wielkopolskiego. Siedziba dziekana znajdowała się w kościele św. Elżbiety we Wrocławiu.

## Historia
Dekanat Śląskiego Okręgu Wojskowego został założony 21 stycznia 1991 roku po przywróceniu przez papieża Jana Pawła II Ordynariatu Polowego WP. Obejmował swoim zasięgiem obszar Śląskiego Okręgu Wojskowego. Na siedzibę dekanatu wybrano Wrocław i bazylikę św. Elżbiety. Z dniem 1 lutego 2012 roku został zlikwidowany dekretem biskupa Józefa Guzdka.

## Dziekani
Na czele dekanatu zgodnie z nominacją biskupią stał dziekan ŚOW, któremu podlegało kilkudziesięciu kapelanów wojskowych w służbie czynnej oraz pomocniczych zaangażowanych w pracy duszpasterskiej w wojskowych parafiach, szkołach i szpitalach na terenie ŚOW. Obowiązki dziekana, to przede wszystkim koordynacja pracy duszpasterskiej podległych mu kapelanów Wojska Polskiego oraz odpowiedzialność za nią przed biskupem polowym. Dziekan ŚOW był równocześnie proboszczem parafii garnizonowej o charakterze cywilno-wojskowym, a więc personalnej jak i terytorialnej.
| L.p. | Lata rządów | Imię i nazwisko           |
| ---- | ----------- | ------------------------- |
| 1.   | 1991–1994   | ks. mjr W. Irek           |
| 2.   | 1994–1999   | ks. ppłk January Wątroba  |
| 3.   | 1999–2004   | ks. ppłk Józef Kubalewski |
| 4.   | od 2004 r.  | ks. płk January Wątroba   |

## Podział administracyjny
W skład dekanatu wchodziło 15 parafii:
- Parafia wojskowa Zmartwychwstania Pańskiego – Brzeg
- Parafia wojskowa św. Jana Bosko – Głogów
- Parafia wojskowo-cywilna Podwyższenia Krzyża Świętego – Jelenia Góra
- Parafia wojskowa św. Wojciecha i św. Stanisława Biskupa – Kalisz
- parafia wojskowa Świętych Apostołów Piotra i Pawła – Kłodzko
- Parafia wojskowa św. Marcina – Krosno Odrzańskie
- Parafia wojskowa św. Jerzego – Łódź
- Parafia wojskowa Ducha Świętego – Międzyrzecz
- Parafia wojskowa św. Alberta Chmielowskiego – Opole
- Parafia wojskowa Chrystusa Odkupiciela i Najświętszego Imienia Maryi – Sieradz
- Parafia wojskowa św. Floriana – Świętoszów
- Parafia wojskowa św. Sebastiana – Wędrzyn
- Parafia wojskowo-cywilna św. Elżbiety – Wrocław
- Parafia wojskowa MB Hetmanki Żołnierza Polskiego – Żagań
- Parafia wojskowa Krzyża Świętego – Żary